# Pol Espargaró i Villà
Pol Espargaró i Villà   (Granollers, 10 de juny de 1991) és un pilot de motociclisme català de renom internacional. El 2013 es va proclamar campió del món de Moto2 i l'any següent va passar a la categoria de MotoGP, on s'estigué fins al 2023 després de passar per diversos equips. Des del 2024 fa de pilot de proves de KTM.
Al llarg de la seva carrera, Espargaró ha assolit diverses fites, com ara ser el pilot més jove a obtenir punts al mundial (2006) o el primer a obtenir un podi a MotoGP amb una KTM (2018). També va obtenir dues victòries consecutives a les 8 Hores de Suzuka (2015-2016). Pol és el germà petit del també pilot de MotoGP Aleix Espargaró.

## Carrera esportiva

### Primers anys
La precocitat ha estat una constant en la carrera de Pol Espargaró, ja que va conduir la seva primera motocicleta a tres anys i a quatre ja va disputar la seva primera competició, en la modalitat de l'enduro. L'any 2000, a nou anys, va guanyar el Campionat de Catalunya de velocitat "Conti" i la Copa Rieju de supermoto. El 2004 fou Campió de Catalunya de velocitat de 125cc, i també de bàdminton en categories inferiors.

### 125cc (2006–2010)

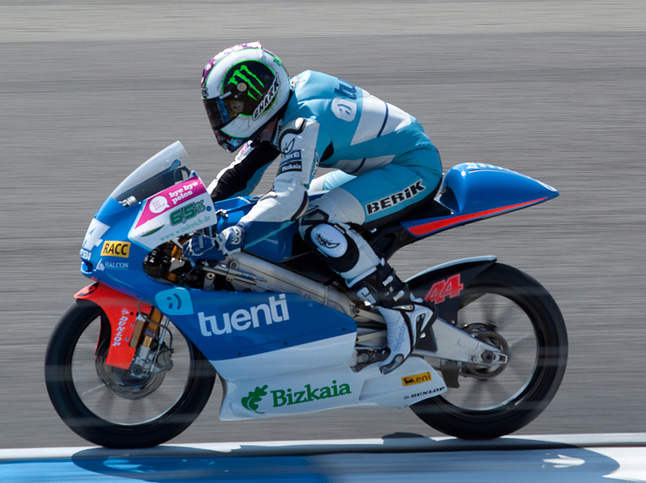
Amb la Derbi al Dutch TT del 2010

Espargaró va debutar al Mundial de 125cc el 2006. Corrent com a comodí al Gran Premi de Catalunya de Montmeló, ben a prop de casa seva, va fer història en quedar-hi tretzè i esdevenir, a només 15 anys i 8 dies, el pilot més jove a haver obtingut mai punts en la història dels Grans Premis. Més tard va substituir el lesionat Andrea Iannone a l'equip Campetella Racing i va debutar amb una Derbi al Gran Premi de la República Txeca. Va acabar la temporada guanyant cinc curses consecutives al Campionat d'Espanya de 125cc i se'n proclamà campió. Al mundial, aconseguí un sisè lloc a la darrera cursa, el Gran Premi de la Comunitat Valenciana de Xest.
El 2007, Espargaró va córrer la temporada completa amb el Campetella Racing Junior Aprilia. Va començar el campionat amb dos bons resultats (un setè al Gran Premi de Qatar i un quart al Gran Premi d'Espanya) i va sumar punts en dues curses més fins a arribar a la ronda de Montmeló, on va quedar cinquè. A la República Txeca va acabar en sisena posició i fou cinquè al Gran Premi de San Marino. El punt culminant de la seva curta carrera va arribar al Gran Premi de Portugal, on fou tercer després d'haver sortit des del setè lloc de la graella i haver lluitat pel lideratge amb Héctor Faubel i Gábor Talmácsi. Va acabar a només 0,2 segons del guanyador, Faubel.
El 2008 va canviar l'Aprilia RS125 del 2007 per una Derbi RSA i formà equip amb Joan Olivé. Va quedar novè al campionat, amb tres podis i dues poles.

### Moto2 (2011–2013)
El 2011 va passar a Moto2 amb l'equip HP Tuenti Speed Up, on pilotà una FTR M211. Acabà la temporada en tretzè lloc, amb 75 punts, després d'aconseguir el segon lloc al Gran Premi d'Indianàpolis i el tercer al Gran Premi de Malàisia.
El 2012 va passar a l'equip Pons 40 HP Tuenti. Va quedar tercer a Qatar i va aconseguir la seva primera victòria a la categoria de Moto2 a Espanya; a Portugal va quedar segon, va guanyar a Gran Bretanya, va quedar segon a Itàlia i a Indianàpolis i tercer a la República Txeca, després de sortir en totes aquestes ocasions des de la pole position; al Gran Premi de San Marino va quedar-hi segon; va guanyar a l'Aragó; al Japó va quedar-hi segon després de sortir des de la pole position; va aconseguir la pole position a Malàisia i va guanyar a Austràlia després de sortir des de la pole position; va aconseguir una altra pole position a Xest. Va acabar la temporada com a subcampió darrere de Marc Márquez, amb 269 punts.
El 2013 va romandre al mateix equip i aconseguí sis victòries (Qatar, Catalunya, Països Baixos, San Marino, Austràlia i Japó), un segon lloc a Malàisia, dos tercers llocs (Alemanya i Aragó) i sis pole positions (Qatar, Catalunya, Països Baixos, San Marino, Austràlia i Comunitat Valenciana). Aquell any es va proclamar campió del món amb 265 punts.

### MotoGP

#### Monster Yamaha Tech3 (2014-2016)

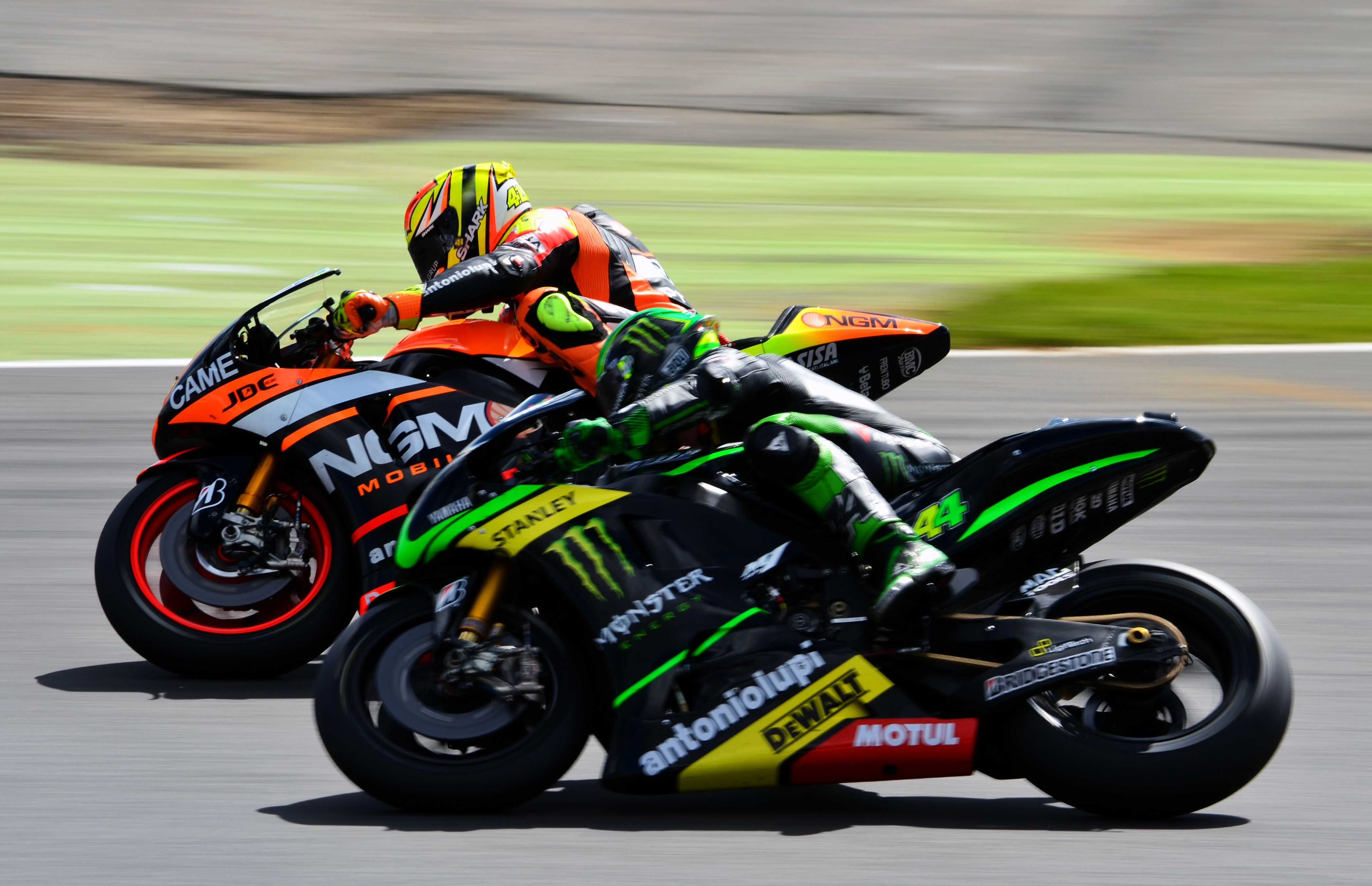
Pol Espargaró, en primer terme, lluitant amb el seu germà Aleix a Silverstone el 2014

El maig de 2013 van circular rumors que vinculaven Espargaró amb l'equip satèl·lit de Yamaha a MotoGP Tech 3 com a substitut de Cal Crutchlow. Crutchlow va signar finalment per dos anys amb l'equip de fàbrica de Ducati i Espargaró va signar per dos anys amb Yamaha, el primer dels quals, 2014, amb Tech 3. Aquell any va obtenir els seus primers punts a la categoria reina als Estats Units. El seu millor resultat va ser un quart lloc a França i va acabar la temporada en el sisè lloc final, amb 136 punts, aconseguint també el reconeixement com a Rookie of the Year i Top Independent Rider.
Espargaró va continuar a Tech 3 el 2015, en què acabà novè a la classificació final del campionat. Aquell any també va guanyar les 8 Hores de Suzuka, alternant-se amb Bradley Smith i Katsuyuki Nakasuga al manillar d'una Yamaha YZF-R1. Fou el segon català a guanyar aquesta cursa, després de Carles Checa.
Espargaró es va quedar novament a Tech 3 el 2016, en què va acabar vuitè a la classificació amb 134 punts i el seu millor resultat va ser un quart lloc al Dutch TT. Aquell any va repetir triomf a les 8 Hores de Suzuka. Acabada la temporada, Yamaha no li va renovar el contracte.

#### Red Bull KTM Factory Racing (2017-2020)
Abans del Gran Premi de Catalunya de 2016 es va anunciar que Espargaró s'incorporaria a l'equip de fàbrica de KTM de cara a la temporada del 2017, amb Bradley Smith com a company. El seu millor resultat aquell primer any amb KTM fou un novè lloc a la República Txeca. Va acabar la temporada al dissetè lloc amb 55 punts.

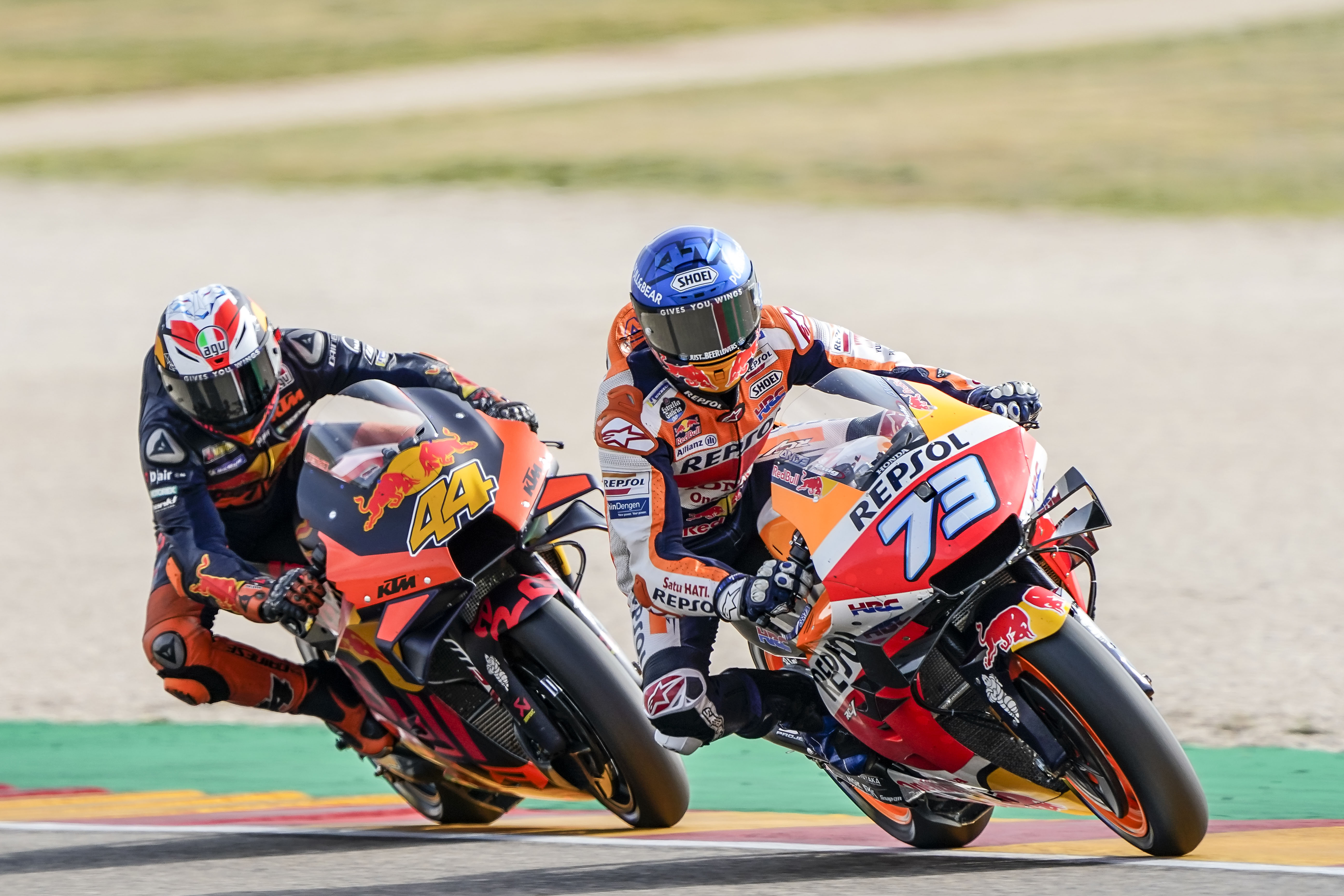
Àlex Márquez davant de Pol Espargaró al Motorland Aragón el 2020

El 2018 va romandre al mateix equip, aconseguint un tercer lloc a Xest i acabant la temporada en el lloc catorzè amb 51 punts. Aquell any es va haver de perdre els Grans Premis de la República Txeca, Àustria i Gran Bretanya en fracturar-se la clavícula esquerra a l'escalfament del Gran Premi de la República Txeca, així com el Gran Premi de l'Aragó per una nova fractura del mateix os mentre s'hi entrenava. A Xest va aconseguir el seu primer podi a MotoGP, un tercer lloc, que fou alhora el primer de KTM en aquesta categoria. Va tancar la temporada en catorzè lloc a la classificació final.
La temporada 2019 va aconseguir a Misano la primera posició de sortida des de la primera fila -en sec- d'una KTM i a Le Mans, on va acabar sisè a 5,9 segons del guanyador Marc Márquez, el millor resultat d'una KTM -també en sec. Espargaró va acabar la temporada a l'onzè lloc final, amb 100 punts.
El 2020, Pol Espargaró acabà el mundial en cinquena posició, empatat a punts amb Andrea Dovizioso, i va fer història aconseguint la primera pole position de KTM al Gran Premi d'Estíria, una altra pole a Xest i un total de cinc podis. A finals del 2020, Espargaró va deixar Red Bull KTM per anar-se'n a Repsol Honda, on ocupà la plaça vacant d'Àlex Márquez.

#### Repsol Honda Team (2021-2022)
Espargaró va debutar amb Repsol Honda al Gran Premi de Qatar del 2021, on fou vuitè a la primera de les dues curses i dotzè a la segona. Va aconseguir diversos punts al llarg de la temporada, però el més destacat va ser el seu cinquè lloc després de sortir des de la pole position al Gran Premi de Gran Bretanya. Va acabar la temporada en dotzè lloc amb 100 punts.

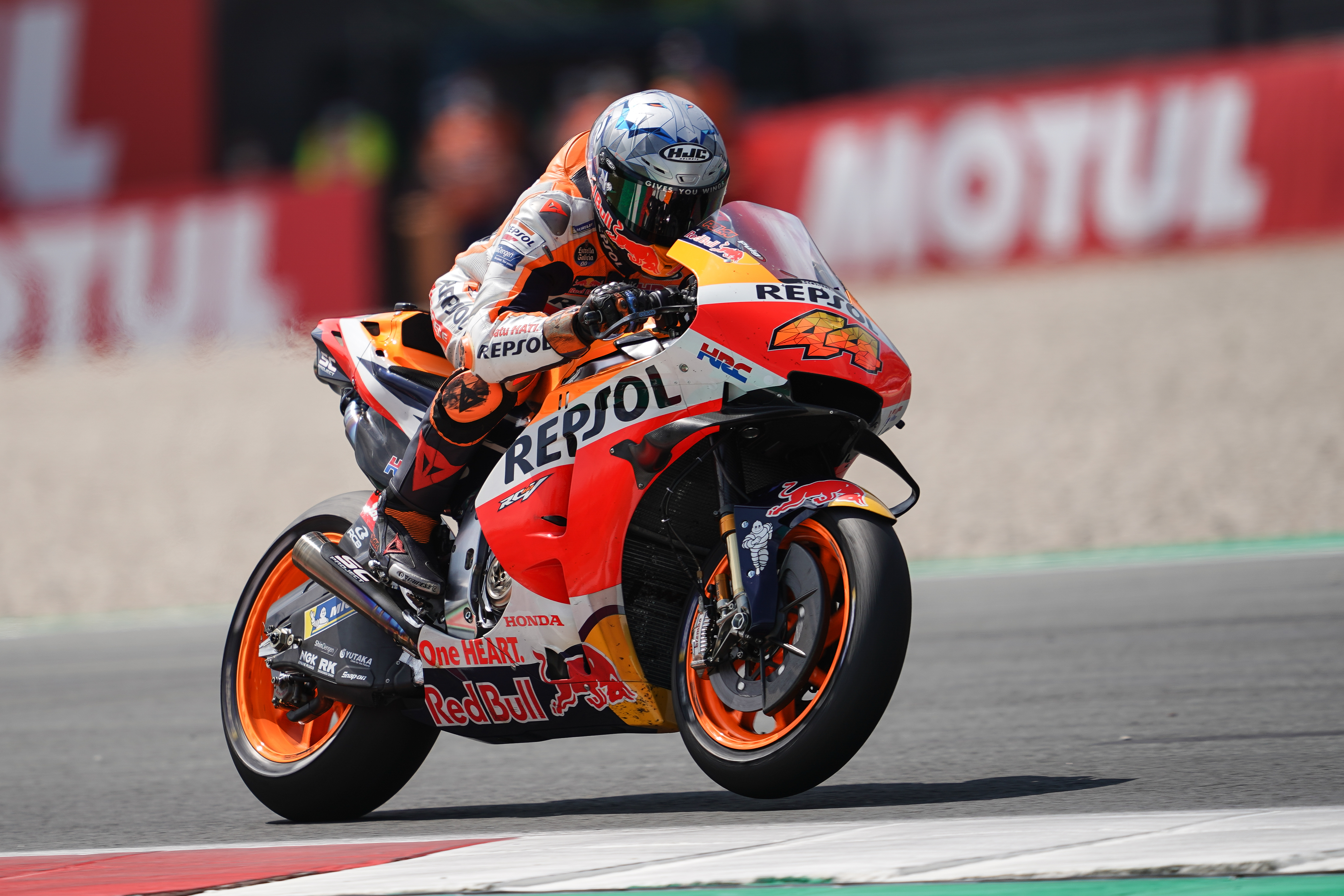
Amb l'Honda a Assen el 2021

Va començar la temporada del 2022 amb un tercer lloc al Gran Premi de Qatar, però, a partir d'aleshores, les seves bones actuacions van anar minvant i no va passar del setzè lloc final al campionat.

#### GasGas Factory Racing Tech3 (2023)
Després de la incertesa inicial, Espargaró va anunciar durant el Gran Premi d'Àustria, a l'agost del 2022, que havia signat un contracte de dos anys amb Tech 3 KTM Factory Racing de cara al 2023. L'equip es va rebatejar com a GasGas Factory Racing a partir d'aquella temporada. Pol tornava, doncs, a Tech3 per primer cop des del 2016. El seu lloc a Repsol Honda el va ocupar el campió del món del 2020 Joan Mir. El motiu adduït per a aquest fitxatge va ser l'edat de Mir, més jove que Espargaró.
Espargaró va començar el 2023 amb un greu accident mentre s'entrenava al circuit de Portimão el divendres anterior al primer Gran Premi de la temporada, a causa del qual es fracturà vuit ossos i tingué diversos problemes al sistema nerviós. Va tornar a casa després de ser hospitalitzat a Faro.
Atès que es preveia un llarg temps de recuperació, l'equip va designar Jonas Folger, a sou de KTM, com a substitut d'Espargaró a partir de la tercera ronda de la temporada, el Gran Premi de les Amèriques a celebrar del 15 al 16 d'abril. Espargaró va tornar al Gran Premi de Gran Bretanya a l'agost, i a finals d'any va confirmar que de cara al 2024 seria pilot de proves de KTM, amb la possibilitat de córrer algunes curses com a comodí durant el mundial. El seu lloc a l'equip GasGas l'ocuparia Pedro Acosta.

## Resultats al Mundial de motociclisme

### Per temporada
| Any   | Categoria | Moto    | Equip                       | Curses | Victòries | Podis | Poles | FLaps | Punts  | Posició | Títols |
| ----- | --------- | ------- | --------------------------- | ------ | --------- | ----- | ----- | ----- | ------ | ------- | ------ |
| 2006  | 125cc     | Derbi   | Campetella Racing Junior    | 7      | 0         | 0     | 0     | 0     | 19     | 20è     | –      |
| 2006  | 125cc     | Derbi   | RACC Derbi                  | 7      | 0         | 0     | 0     | 0     | 19     | 20è     | –      |
| 2007  | 125cc     | Aprilia | Belson Campetella Racing    | 17     | 0         | 1     | 0     | 0     | 110    | 9è      | –      |
| 2008  | 125cc     | Derbi   | Belson Derbi                | 14     | 0         | 3     | 2     | 1     | 124    | 9è      | –      |
| 2009  | 125cc     | Derbi   | Derbi Racing Team           | 16     | 2         | 5     | 1     | 1     | 174.5  | 4t      | –      |
| 2010  | 125cc     | Derbi   | Derbi Tuenti Racing         | 17     | 3         | 12    | 0     | 3     | 281    | 3r      | –      |
| 2011  | Moto2     | FTR     | HP Tuenti Speed Up          | 17     | 0         | 2     | 0     | 1     | 75     | 13è     | –      |
| 2012  | Moto2     | Kalex   | Pons 40 HP Tuenti           | 17     | 4         | 11    | 8     | 5     | 269    | 2n      | –      |
| 2013  | Moto2     | Kalex   | Tuenti HP 40                | 17     | 6         | 10    | 6     | 4     | 265    | 1r      | 1      |
| 2014  | MotoGP    | Yamaha  | Monster Yamaha Tech3        | 18     | 0         | 0     | 0     | 0     | 136    | 6è      | –      |
| 2015  | MotoGP    | Yamaha  | Monster Yamaha Tech3        | 18     | 0         | 0     | 0     | 0     | 114    | 9è      | –      |
| 2016  | MotoGP    | Yamaha  | Monster Yamaha Tech3        | 17     | 0         | 0     | 0     | 0     | 134    | 8è      | –      |
| 2017  | MotoGP    | KTM     | Red Bull KTM Factory Racing | 18     | 0         | 0     | 0     | 0     | 55     | 17è     | –      |
| 2018  | MotoGP    | KTM     | Red Bull KTM Factory Racing | 15     | 0         | 1     | 0     | 0     | 51     | 14è     | –      |
| 2019  | MotoGP    | KTM     | Red Bull KTM Factory Racing | 18     | 0         | 0     | 0     | 0     | 100    | 11è     | –      |
| 2020  | MotoGP    | KTM     | Red Bull KTM Factory Racing | 14     | 0         | 5     | 2     | 1     | 135    | 5è      | –      |
| 2021  | MotoGP    | Honda   | Repsol Honda Team           | 17     | 0         | 1     | 1     | 0     | 100    | 12è     | –      |
| 2022  | MotoGP    | Honda   | Repsol Honda Team           | 19     | 0         | 1     | 0     | 0     | 56     | 16è     | –      |
| 2023  | MotoGP    | KTM     | GasGas Factory Racing Tech3 | 12     | 0         | 0     | 0     | 0     | 15     | 23è     | –      |
| 2024  | MotoGP    | KTM     | Red Bull KTM Factory Racing | 3      | 0         | 0     | 0     | 0     | 12     | 23è     | –      |
| Total | Total     | Total   | Total                       | 291    | 15        | 52    | 20    | 16    | 2225.5 |         | 1      |

### Per categoria
| Categoria | Anys            | 1r GP           | 1r Podi                   | 1a victòria       | Curses | Victòries | Podis | Poles | FLaps | Punts  | Títols |
| --------- | --------------- | --------------- | ------------------------- | ----------------- | ------ | --------- | ----- | ----- | ----- | ------ | ------ |
| 125cc     | 2006–2010       | 2006 Catalunya  | 2007 Portugal             | 2009 Indianapolis | 71     | 5         | 21    | 3     | 5     | 708.5  | 0      |
| Moto2     | 2011–2013       | 2011 Qatar      | 2011 Indianapolis         | 2012 Espanya      | 51     | 10        | 23    | 14    | 10    | 609    | 1      |
| MotoGP    | 2014–actualitat | 2014 Qatar      | 2018 Comunitat Valenciana |                   | 169    | 0         | 8     | 3     | 1     | 908    | 0      |
| Total     | 2006–actualitat | 2006–actualitat | 2006–actualitat           | 2006–actualitat   | 291    | 15        | 52    | 20    | 16    | 2225,5 | 1      |

### Curses per any
Barem de puntuació de 1993 ençà:
| Posició | 1  | 2  | 3  | 4  | 5  | 6  | 7 | 8 | 9 | 10                | 11                | 12                | 13                | 14                | 15                |                   |
| Cursa   | 25 | 20 | 16 | 13 | 11 | 10 | 9 | 8 | 7 | 6                 | 5                 | 4                 | 3                 | 2                 | 1                 |                   |
| Sprint  | 12 | 9  | 7  | 6  | 5  | 4  | 3 | 2 | 1 | [ Nota Sprint 1 ] | [ Nota Sprint 1 ] | [ Nota Sprint 1 ] | [ Nota Sprint 1 ] | [ Nota Sprint 1 ] | [ Nota Sprint 1 ] | [ Nota Sprint 1 ] |

1. ↑  La cursa Sprint per a la categoria MotoGP va ser introduïda la temporada del 2023

(Ids. Grans Premis | Llegenda) (Curses en negreta indiquen pole; curses en  itàlica indiquen volta ràpida; les posicions en superíndex són les de la cursa Sprint)
| Any  | Categoria | Moto    | 1       | 2       | 3       | 4       | 5       | 6       | 7       | 8       | 9       | 10      | 11      | 12      | 13     | 14      | 15      | 16      | 17      | 18      | 19     | 20      | Pos | Pts   |
| ---- | --------- | ------- | ------- | ------- | ------- | ------- | ------- | ------- | ------- | ------- | ------- | ------- | ------- | ------- | ------ | ------- | ------- | ------- | ------- | ------- | ------ | ------- | --- | ----- |
| 2006 | 125cc     | Derbi   | ESP     | QAT     | TUR     | CHN     | FRA     | ITA     | CAT 13  | NED     | GBR     | GER     | CZE Ret | MAL 14  | AUS 16 | JPN 19  | POR 12  | VAL 6   |         |         |        |         | 20è | 19    |
| 2007 | 125cc     | Aprilia | QAT 7   | ESP 4   | TUR 11  | CHN 9   | FRA 11  | ITA 9   | CAT 5   | GBR Ret | NED 11  | GER Ret | CZE 6   | SM 5    | POR 3  | JPN Ret | AUS 11  | MAL Ret | VAL 10  |         |        |         | 9è  | 110   |
| 2008 | 125cc     | Derbi   | QAT 8   | ESP 14  | POR 13  | CHN 4   | FRA 4   | ITA 3   | CAT 2   | GBR DNS | NED     | GER 16  | CZE 8   | SM Ret  | INP 2  | JPN Ret | AUS 5   | MAL 6   | VAL DNS |         |        |         | 9è  | 124   |
| 2009 | 125cc     | Derbi   | QAT 4   | JPN 3   | ESP 7   | FRA Ret | ITA 4   | CAT Ret | NED 9   | GER 5   | GBR 10  | CZE 5   | INP 1   | SM Ret  | POR 1  | AUS 4   | MAL 3   | VAL 3   |         |         |        |         | 4t  | 174.5 |
| 2010 | 125cc     | Derbi   | QAT 4   | ESP 1   | FRA 1   | ITA 3   | GBR 2   | NED 3   | CAT 3   | GER Ret | CZE 2   | INP 3   | SM 6    | ARA 1   | JPN 4  | MAL 2   | AUS 2   | POR 10  | VAL 2   |         |        |         | 3r  | 281   |
| 2011 | Moto2     | FTR     | QAT 22  | ESP 20  | POR 6   | FRA 13  | CAT 16  | GBR Ret | NED Ret | ITA 28  | GER 13  | CZE 16  | INP 2   | SM 9    | ARA 14 | JPN 15  | AUS 5   | MAL 3   | VAL 14  |         |        |         | 13è | 75    |
| 2012 | Moto2     | Kalex   | QAT 3   | ESP 1   | POR 2   | FRA 6   | CAT Ret | GBR 1   | NED Ret | GER 4   | ITA 2   | INP 2   | CZE 3   | SM 2    | ARA 1  | JPN 2   | MAL 10  | AUS 1   | VAL 8   |         |        |         | 2n  | 269   |
| 2013 | Moto2     | Kalex   | QAT 1   | AME Ret | ESP 3   | FRA 19  | ITA 4   | CAT 1   | NED 1   | GER 3   | INP 4   | CZE 4   | GBR 8   | SM 1    | ARA 3  | MAL 2   | AUS 1   | JPN 1   | VAL 29  |         |        |         | 1r  | 265   |
| 2014 | MotoGP    | Yamaha  | QAT Ret | AME 6   | ARG 8   | ESP 9   | FRA 4   | ITA 5   | CAT 7   | NED Ret | GER 7   | INP 5   | CZE Ret | GBR 6   | SM 6   | ARA 6   | JPN 8   | AUS Ret | MAL 6   | VAL 6   |        |         | 6è  | 136   |
| 2015 | MotoGP    | Yamaha  | QAT 9   | AME Ret | ARG 8   | ESP 5   | FRA 7   | ITA 6   | CAT Ret | NED 5   | GER 8   | INP 7   | CZE 8   | GBR Ret | SM Ret | ARA 9   | JPN Ret | AUS 8   | MAL 9   | VAL 5   |        |         | 9è  | 114   |
| 2016 | MotoGP    | Yamaha  | QAT 7   | ARG 6   | AME 7   | ESP 8   | FRA 5   | ITA 15  | CAT 5   | NED 4   | GER Ret | AUT 10  | CZE 13  | GBR DNS | SM 9   | ARA 8   | JPN 6   | AUS 5   | MAL 9   | VAL 6   |        |         | 8è  | 134   |
| 2017 | MotoGP    | KTM     | QAT 16  | ARG 14  | AME Ret | ESP Ret | FRA 12  | ITA Ret | CAT 18  | NED 11  | GER 13  | CZE 9   | AUT Ret | GBR 11  | SM 11  | ARA 10  | JPN 11  | AUS 9   | MAL 10  | VAL Ret |        |         | 17è | 55    |
| 2018 | MotoGP    | KTM     | QAT Ret | ARG 11  | AME 13  | ESP 11  | FRA 11  | ITA 11  | CAT 11  | NED 12  | GER Ret | CZE DNS | AUT     | GBR     | SM Ret | ARA DNS | THA 21  | JPN 13  | AUS Ret | MAL Ret | VAL 3  |         | 14è | 51    |
| 2019 | MotoGP    | KTM     | QAT 12  | ARG 10  | AME 8   | ESP 13  | FRA 6   | ITA 9   | CAT 7   | NED 11  | GER 12  | CZE 11  | AUT Ret | GBR 9   | SM 7   | ARA DNS | THA 13  | JPN 11  | AUS 12  | MAL 11  | VAL 10 |         | 11è | 100   |
| 2020 | MotoGP    | KTM     | ESP 6   | ANC 7   | CZE Ret | AUT Ret | STY 3   | SM 10   | EMI 3   | CAT Ret | FRA 3   | ARA 12  | TER 4   | EUR 3   | VAL 3  | POR 4   |         |         |         |         |        |         | 5è  | 135   |
| 2021 | MotoGP    | Honda   | QAT 8   | DOH 13  | POR Ret | ESP 10  | FRA 8   | ITA 12  | CAT Ret | GER 10  | NED 10  | STY 16  | AUT 16  | GBR 5   | ARA 13 | SM 7    | AME 10  | EMI 2   | ALR 6   | VAL DNS |        |         | 12è | 100   |
| 2022 | MotoGP    | Honda   | QAT 3   | INA 12  | ARG Ret | AME 13  | POR 9   | ESP 11  | FRA 11  | ITA Ret | CAT 17  | GER Ret | NED DNS | GBR 14  | AUT 16 | SM Ret  | ARA 15  | JPN 12  | THA 14  | AUS 11  | MAL 14 | VAL Ret | 16è | 56    |
| 2023 | MotoGP    | KTM     | POR DNS | ARG     | AME     | ESP     | FRA     | ITA     | GER     | NED     | GBR 12  | AUT 166 | CAT Ret | SM Ret  | IND 13 | JPN 15  | INA Ret | AUS 18  | THA 18  | MAL 15  | QAT 18 | VAL 14  | 23è | 15    |
| 2024 | MotoGP    | KTM     | QAT     | POR     | AME     | ESP     | FRA     | CAT     | ITA 17  | NED     | GER     | GBR     | AUT 119 | CAT     | SM 10  | EMI     | INA     | JPN     | AUS     | THA     | MAL    | SLD     | 23è | 12    |